# Läromedel
Läromedel avser pedagogiska hjälpmedel som används i undervisning.
Länge avsågs primärt läroböcker men från mitten och slutet av 1900-talet har alltfler nya former av läromedel introducerats, både teknikorinterade som datorer, lärplattor med mera men också andra som spel och pussel.
I Sverige har den traditionella betydelsen av läromedel av myndigheter ersatts av begreppet lärverktyg. "Läromedel" har i detta sammanhang fått en snävare definition som en typ av lärresurs.